# Beyoğlu
Beyoğlu ist ein Stadtbezirk von Istanbul in dessen europäischem Teil. Er ist zwischen Goldenem Horn und dem Bosporus gelegen. Politisch ist der Stadtbezirk als Mitgliedsgemeinde (Belediye) der 1984 gebildeten Großstadtgemeinde (Büyükşehir Belediyesi) Istanbul organisiert und bildet seit der Gebietsreform 2013/2014 in der staatlichen Verwaltung einen räumlich mit dem Gemeindegebiet identischen Unterbezirk (İlçe) der türkischen Provinz Istanbul.

## Geografie
Im Westen grenzt Beyoğlu an Eyüpsultan, im Nordosten an Kağıthane und Şişli, die nach 1950 als eigenständige Kreise ausgegliedert wurden. Der Bosporus bildet im Osten die natürliche Grenze. Der Stadtbezirk ist der drittkleinste und belegt in der Rangliste der Bevölkerung seit vier Jahren den 33. Platz (von 39).

## Verwaltung
Der Kreis wurde 1926 und damit erst nach Gründung der Türkischen Republik gebildet. Nach dem Jahre 1950 wurden sämtliche Dörfer eingegliedert und der Kreis bestand nur noch aus der Belediye (Stadtgemeinde) und Kreisstadt Beyoğlu.

## Stadtgliederung
Beyoğlu gliedert sich in 45 administrative Stadtteile (Mahalle): Arapcami, Asmalımescit, Bedrettin, Bereketzade, Bostan, Bülbül, Camiikebir, Cihangir, Çatmamescit, Çukur, Emekyemez, Evliya Çelebi, Fetihtepe, Firuzağa, Gümüşsuyu, Hacıahmet, Hacımimi, Halıcıoğlu, Hüseyinağa, İstiklal, Kadı Mehmet Efendi, Kalyoncukulluğu, Kamerhatun, Kaptanpaşa, Katip Mustafa Çelebi, Keçecipiri, Kemankeş, Kılıçalipaşa, Kocatepe, Kulaksız, Kuloğlu, Küçükpiyale, Müeyyetzade, Ömeravni, Örnektepe, Piripaşa, Piyalepaşa, Pürtelaş Hasan Efendi, Sururi Mehmet Efendi, Sütlüce, Şahkulu, Şehitmuhtar, Tomtom, Yahya Kâhya Yenişehir.
Ende 2020 lebten durchschnittlich 5.031 Menschen in jedem Mahalle, 21.830 Einw. im bevölkerungsreichsten (Piyalepaşa Mah.), dicht gefolgt von Kaptanpaşa (19.279 Einw.).
Als informelle, topographische Stadtteilsregionen (Semt) sind bekannt: Ayaspaşa, Azapkapı, Çıksalın, Çukurcuma, Dolapdere, Fındıklı, Galatasaray, Hacıhüsrev, Hasköy, Kabataş, Karaköy (das historische Galata), Kasımpaşa, Kuledibi, Şişhane, Taksim, Talimhane, Tarlabaşı, Tepebaşı, Tophane, Tünel.

## Geschichte

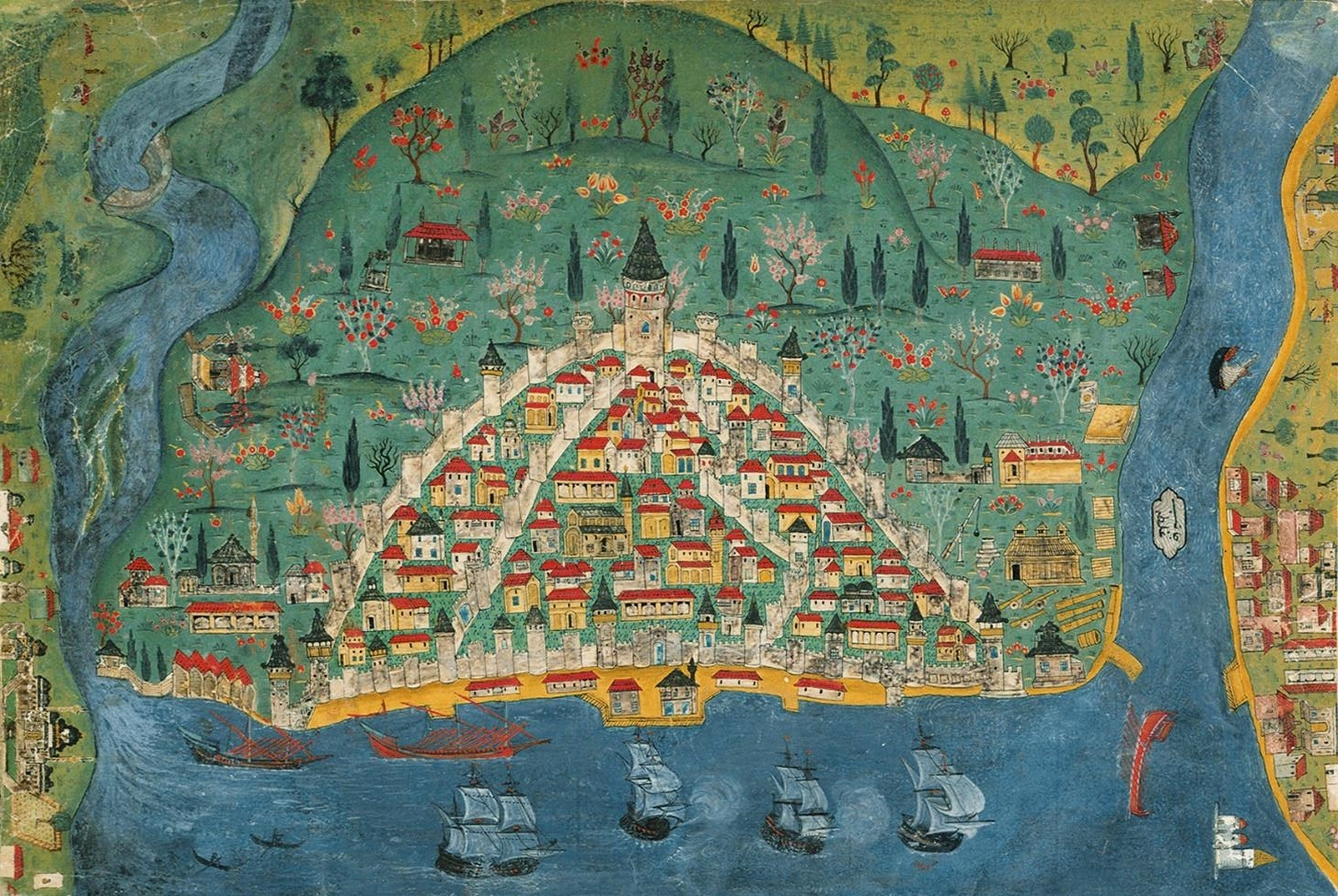
Karte von Pera im 16. Jahrhundert

Das Gebiet des heutigen Stadtteils Beyoğlu, am nördlichen Ufer des Goldenen Horns am Bosporus, wird seit Jahrtausenden bewohnt.
Beyoğlu wurde zunächst unter seinem griechischen Namen Pera bekannt. Es war bereits im 5. Jahrhundert ein Vorort von Byzanz. Das griechische Wort Pera bedeutet gegenüber (von Konstantinopel). Im 13. Jahrhundert wurde dort eine genuesische Handelskolonie gegründet. Im 14. Jahrhundert wurde der Stadtteil umfriedet. Als letzte Spur des Festungswalls ist der Galataturm erhalten. Galata (türkisch: Karaköy) ist jener Teil Peras, der sich vom Ufer des Goldenen Horns und des Bosporus bis zu der Anhöhe erstreckt, auf welcher sich der Turm erhebt. Der Name Galata ist möglicherweise vom griechischen Wort Gálaktos abgeleitet, das so viel wie „aus der Milch“ bedeutet. Die Italiener, die auf der dem alten Konstantinopel gegenüber liegenden Seite des Goldenen Horns ihr Territorium hatten, glaubten, dass sich der Name aus Calata, zu deutsch: „die Abdachung“, herleite. Dies entspräche der Topographie, da die Festung der Kolonie der Genueser auf einer Anhöhe lag, die nach unten zum Meer abfällt.
Pera wurde ein wichtiger Knotenpunkt der europäischen – vor allem genuesischen und venezianischen – Händler. Nach dem vierten Kreuzzug 1204, der unter dem Einfluss des venezianischen Dogen Enrico Dandolo durchgeführt wurde, und während des lateinischen Kaiserreichs von Konstantinopel (1204–1261) nahm die Zahl der Venezianer in Pera stark zu. Die Dominikanerkirche St. Paul (1233), heute bekannt als Arap Camii (Arabische Moschee), stammt aus dieser Zeit. Nach Rückeroberung Konstantinopels durch die Byzantiner 1273 wurde Pera vom byzantinischen Kaiser Michael VIII. der Republik Genua überlassen. Es entwickelte sich unter einem genuesischen Podestà zu einer blühenden Handelskolonie. Der Genueser-Palast (italienisch Palazzo del Comune) wurde 1316 von Montano de Marinis, dem Podestà von Pera, erbaut. Seine Überreste stehen heute noch zusammen mit jenen angrenzender genuesischer Gebäuden von 1300 in der Bankalar Caddesi in Galata. 1348 bauten die Genueser den berühmten Galataturm, eines der bekanntesten Wahrzeichen Istanbuls. Pera blieb bis zur Belagerung und Eroberung Konstantinopels durch die Osmanen 1453 unter Kontrolle der genuesischen Kolonie.
Während der byzantinischen Periode waren die Genueser unter ihrem Podestà traditionelle Verbündete der Byzantiner. Bei der osmanischen Belagerung Konstantinopels verteidigten sie gemeinsam mit den Byzantinern die Stadt. Der osmanische Sultan Mehmed II. erlaubte den Genuesern, die in die Ägäis zu ihren Kolonien Lesbos und Chios geflohen waren, wieder zurück nach Konstantinopel zu kommen. In der Folgezeit wurde Pera das Wohnviertel der europäischen Kaufleute und Diplomaten. Die Republik Venedig ging mit dem Osmanischen Reich politische und wirtschaftliche Beziehungen ein; ein venezianischer Bailò wurde Peras politischer und wirtschaftlicher Botschafter und übernahm so die Rolle der genuesischen Podestà während der byzantinischen Periode. Die Venezianer schickten Gentile Bellini nach Konstantinopel, der das berühmte Porträt von Sultan Mehmed II. schuf, welches sich heute in der National Portrait Gallery in London befindet. Den Venezianern wurde von Sultan Bayezid II. vorgeschlagen, Leonardo da Vinci Skizzen und Zeichnungen für einen Brückenbau über das Goldene Horn anfertigen zu lassen, die Leonardo 1502 mit der Galatabrücke verwirklichte. Die Skizzen und Zeichnungen befinden sich heute im Nationalmuseum der Wissenschaft und Technik (italienisch Museo Nazionale della Scienza e della Tecnologia) in Mailand. Der Bailo-Sitz des venezianischen Palastes beherbergte bis 1923 die italienische Botschaft und heute das italienische Konsulat. Der türkische Name Beyoğlu leitet sich vom Palast des Bailo ab, der ein markantes Bauwerk des Viertels darstellte. Der Name Bey Oğlu bedeutet „Sohn des Herrn“. Der türkische Ausdruck Venedik Beyleri, die Herren von Venedig (das venezianische Patriziat), war der diplomatische Terminus für die Republik Venedig. Mit beyoğlu war Lodovico Gritti gemeint, der während der Regierungszeit von Sultan Süleyman I. der venezianische Bailo in Pera war. Luigis Wohngebäude befand sich in der Nähe des heutigen Taksim-Platzes. Auch wenn das Osmanische Reich und die Republik Venedig schon öfters Kriege und Schlachten geführt hatten, pflegten sie intensive Beziehungen zueinander. Die Venezianer waren schon vor der Schlacht vor Wien 1683 die ersten Europäer, die den Geschmack osmanischer Köstlichkeiten wie Kaffee probierten. Dies kann als Beginn der heutigen reichen Kaffeekultur in Venedig und später im gesamten Italien angesehen werden. Für die Levantiner genannte europäische Bevölkerung der Stadt entstanden in dem Viertel römisch-katholische Kirchen wie Sankt Antonius von Padua, Sankt Peter und Paul und Sankt Maria Draperis.

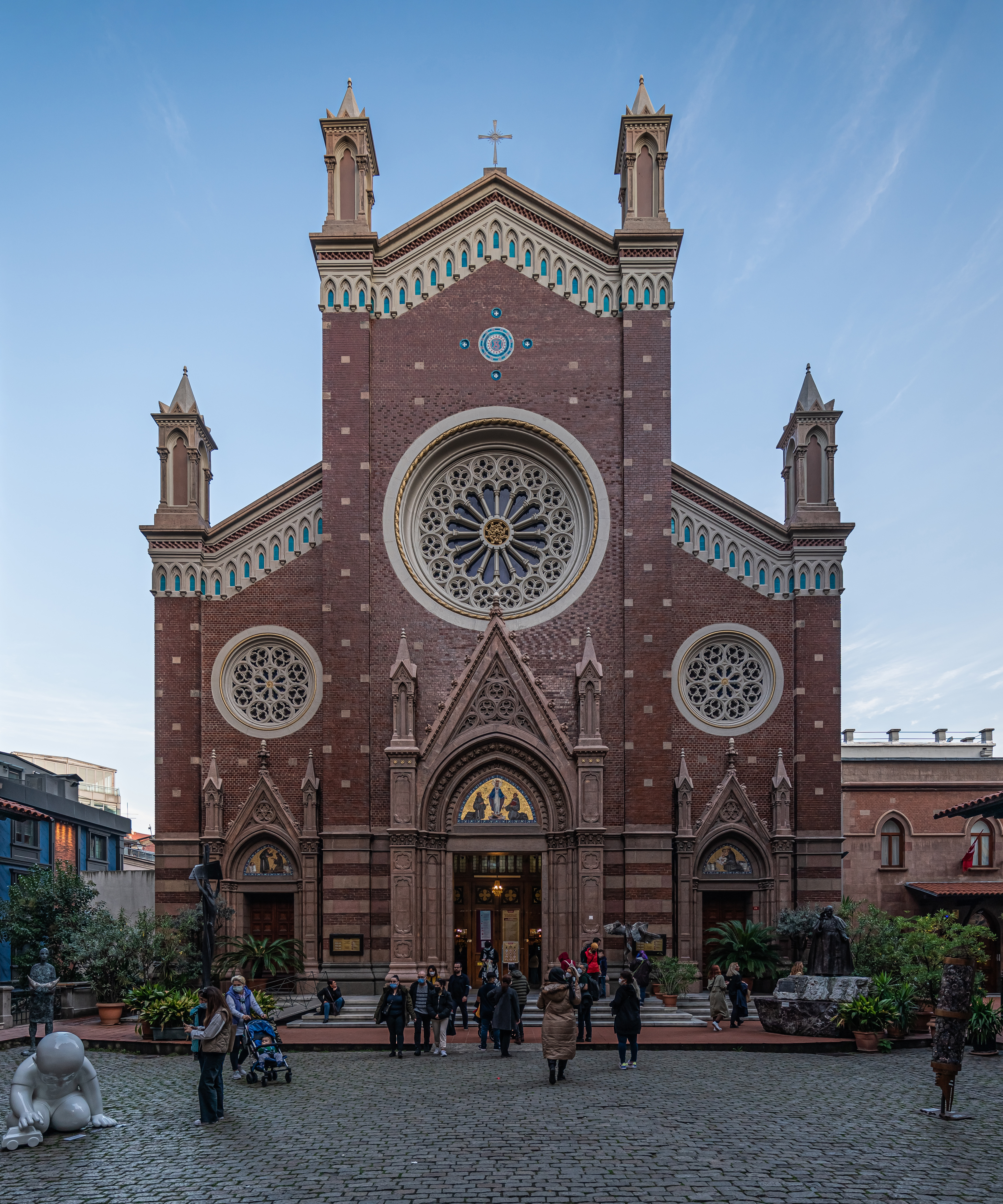
Basilika St. Antonius

Während des 19. Jahrhunderts stieg die Zahl der europäischen Kaufleute und Diplomaten in Pera, wie es damals in Europa allgemein genannt wurde, noch einmal an. Besonders entlang der Grande Rue de Péra (heute İstiklal Caddesi) entstanden Botschaften, luxuriöse Hotels, Restaurants und Cafés. Verglichen mit den türkisch-islamisch geprägten Stadtteilen der Altstadt war Beyoğlu sehr europäisch geprägt: So war es der erste Stadtteil, in dem es Telefonanschlüsse, Elektrizität, eine Gemeindeverwaltung im europäischen Sinne, eine Straßenbahn und mit dem Tünel sogar eine Untergrundbahn gab. Diese wurde 1875 als zweite U-Bahn der Welt nach der London Underground eingeweiht, um Menschen vom Hafen von Galata mit dem nahe gelegenen Geschäfts- und Bankenviertel Karaköy zu verbinden, wo u. a. die Bankalar Caddesi, die „Straße der Banken“ als Finanzzentrum des Osmanischen Reiches lag. In der Reformperiode des Tanzimat geriet das Osmanische Reich politisch, wirtschaftlich und kulturell stark unter europäischen Einfluss, was sich in der Entwicklung Beyoğlus widerspiegelt. Die reiche Auswahl an Theatern, Kinos, Patisserien und Cafés in Beyoğlu aus dieser Zeit hat sich zum Teil bis heute erhalten. Die Europäer gründeten ebenso wie die griechische und armenische Minderheit auch moderne Schulen, in denen bald auch die Söhne der osmanisch-türkischen Elite ausgebildet wurden und die bis heute zu den renommiertesten der Stadt zählen. In dieser Zeit begann auch die osmanische Elite stärker in Beyoğlu Fuß zu fassen, wo für sie zahlreiche prachtvolle Gebäude errichtet wurden, die traditionelle osmanische Stile mit neueren europäischen verbanden. Auch der 1843–1856 errichtete Dolmabahçe-Palast, der bis zum Ende des Reiches als Residenz des Sultans diente, befindet sich in Beyoğlu. Nach dem Ende des Osmanischen Reiches und der Gründung der Türkischen Republik nach dem Ersten Weltkrieg begann in Beyoğlu ein allmählicher Niedergang. Mit der Vertreibung der griechischen Minderheit – deren Geschäfte bis dahin eine wichtige Funktion in diesem Viertel eingenommen hatten und die aufgrund des Zypernkonflikts immer mehr zum Hassobjekt geworden waren bis hin zum Pogrom von Istanbul 1955 – verstärkte sich dieser in den 1950er und 1960er Jahren. In den 1970er und 1980er Jahren kam es in der Istanbuler Innenstadt zu gewalttätigen Auseinandersetzungen zwischen rechts- und linksgerichteten Gruppierungen, was zur Flucht der Mittelschicht in die neu erbauten Vorstädte wie Levent oder Yeşilköy führte. In den neoklassizistischen und Art-nouveau-Wohngebäuden, die einst von der osmanischen Elite bewohnt worden waren, siedelten sich Einwanderer aus den ländlichen Gebieten Anatoliens an, was dem Viertel eine orientalischere und islamischere Atmosphäre verlieh. Seit Beginn des 21. Jahrhunderts ist Beyoğlu wiederum Schauplatz einer schnellen und oft brutalen Gentrifizierung. Die İstikal Caddesi ist heute wieder ein Hauptanziehungspunkt für Touristen und eine von internationalen Marken dominierte Einkaufsstraße, einstige Bohème-Viertel wie Cihangir sind wieder angesagt und teuer. Während einige der Prachtbauten aus dem späten 19. und frühen 20. Jahrhundert aufwändig saniert wurden, wurden andere durch weitgehend gleichförmige neue Einkaufszentren ersetzt. Dabei kommt es immer wieder zu Konflikten zwischen neuen und alteingesessenen, reichen und ärmeren, liberalen und konservativen Bewohnern von Beyoğlu.
Seit 2011 besteht ein Freundschaftsvertrag mit der deutschen Stadt Mannheim. 2023 wurde beschlossen, die Freundschaft in eine offizielle Städtepartnerschaft zu überführen.

## Bevölkerung

### Volkszählungsergebnisse
Ergebnisse der Volkszählungen aus E-Books der Originaldokumente.

| Jahr                       | 1927    | 1935    | 1940    | 1945    | 1950    | 1955                        | 1960                        | 1965                        | 1970                        | 1975                        | 1980                        | 1985                        | 1990                        | 2000                        |
| -------------------------- | ------- | ------- | ------- | ------- | ------- | --------------------------- | --------------------------- | --------------------------- | --------------------------- | --------------------------- | --------------------------- | --------------------------- | --------------------------- | --------------------------- |
| Einwohner Kreis            | 294.025 | 235.051 | 247.252 | 257.091 | 279.238 | 208.158                     | 216.425                     | 218.985                     | 225.850                     | 230.532                     | 223.360                     | 245.999                     | 229.000                     | 231.900                     |
| Einwohner Stadt (Şehir)000 | 286.970 | 230.000 | 246.042 | 253.588 | 277.807 | 208.158                     | 216.425                     | 218.985                     | 225.850                     | 230.532                     | 223.360                     | 245.999                     | 229.000                     | 231.900                     |
| Ländlicher Anteil (%)      | 2,75    | 2,15    | 0,49    | 1,36    | 0,51    | kein ländlicher Anteil mehr | kein ländlicher Anteil mehr | kein ländlicher Anteil mehr | kein ländlicher Anteil mehr | kein ländlicher Anteil mehr | kein ländlicher Anteil mehr | kein ländlicher Anteil mehr | kein ländlicher Anteil mehr | kein ländlicher Anteil mehr |

### Fortschreibungsergebnisse
Nachfolgende Tabelle zeigt die Bevölkerungsfortschreibung des Kreises/des Stadtbezirks Beyoğlu. Die Daten wurden durch Abfrage über das MEDAS-System des Türkischen Statistikinstituts TÜIK nach Auswahl des Jahres und der Region ermittelt.
| Jahr           | 2007    | 2008    | 2009    | 2010    | 2011    | 2012    | 2013    | 2014    | 2015    | 2016    | 2017    | 2018    | 2019    | 2020    |
| -------------- | ------- | ------- | ------- | ------- | ------- | ------- | ------- | ------- | ------- | ------- | ------- | ------- | ------- | ------- |
| Einwohner00000 | 247.256 | 245.064 | 244.516 | 248.084 | 248.206 | 246.152 | 245.219 | 241.520 | 242.250 | 238.762 | 236.606 | 230.526 | 233.323 | 226.396 |
| Rang           | 23      | 25      | 25      | 27      | 27      | 28      | 28      | 29      | 29      | 32      | 33      | 33      | 33      | 33      |

## Kultur und Sehenswürdigkeiten
Beyoğlu ist das Zentrum des westlich geprägten Istanbul, was sich auch in den zahlreichen Gebäuden aus der Wende zum 20. Jahrhundert zeigt, die im Jugendstil oder dem des Historismus errichtet wurden, nachdem 1870 die meisten der bis dahin vorherrschenden Holzhäuser durch einen Großbrand vernichtet worden waren.

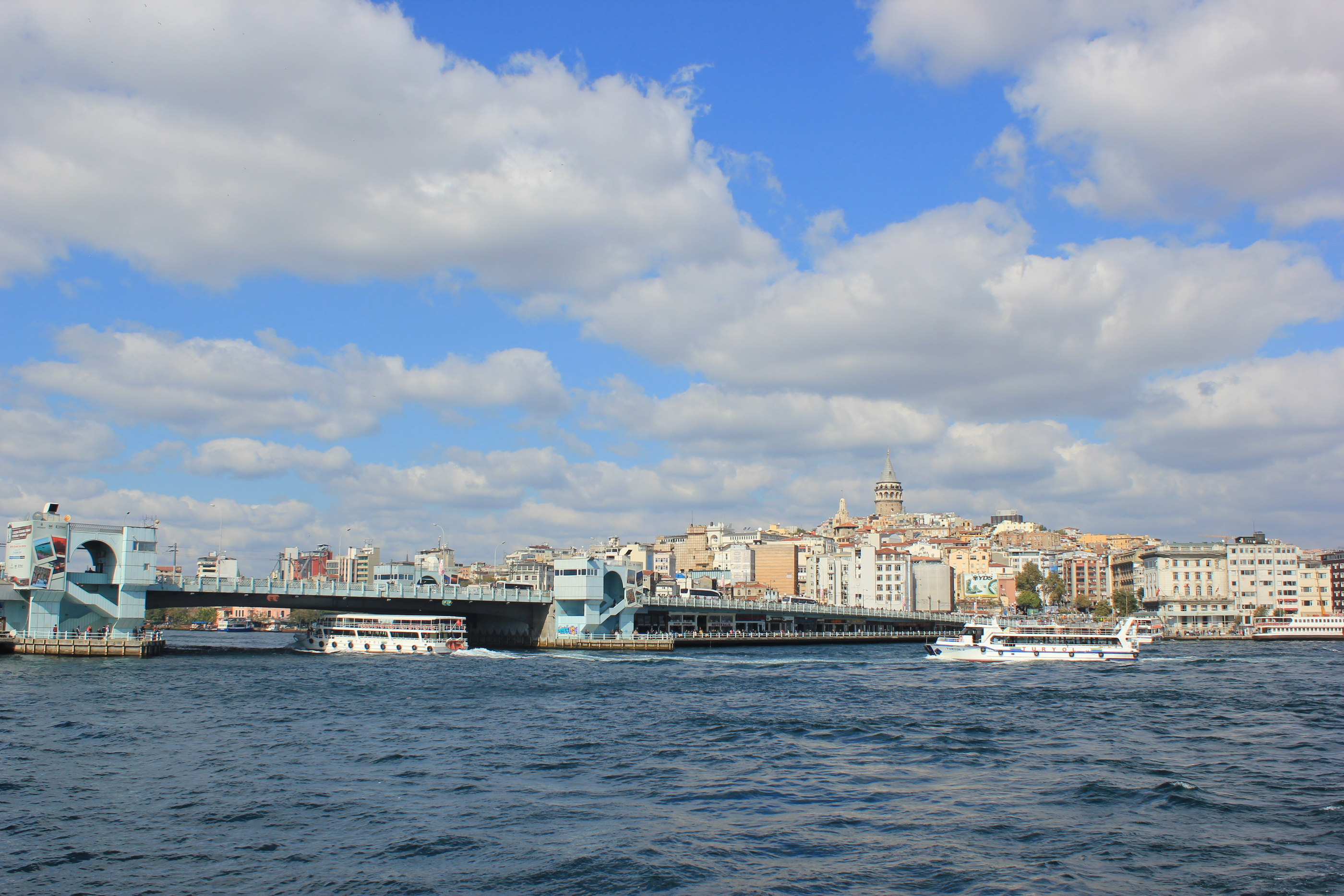
Blick auf die Galatabrücke und den Stadtteil Beyoğlu

Vom höchsten Punkt, dem Taksim-Platz im gleichnamigen Viertel Taksim, führt ein moderner Einkaufsboulevard mit Kaufhäusern und internationalen Geschäften, die İstiklâl Caddesi, zum Tünel-Platz hinunter. Sie ist seit Anfang der 1990er Jahre für den Autoverkehr gesperrt, wird aber seitdem wieder von einer historischen Straßenbahn befahren. In den Straßen um die İstiklâl Caddesi herum gibt es zahllose Fachgeschäfte, Restaurants, Imbisse, christliche Kirchen wie die Krim-Gedenkkirche, einen Basar und das Tokatlıyan-Hotel. Im traditionsreichen Pera Palace Hotel stiegen Agatha Christie, Greta Garbo, Mata Hari, Sarah Bernhardt und Mustafa Kemal Atatürk ab. Auf halber Strecke zwischen Tünel- und Taksim-Platz befindet sich der Galatasaray-Platz mit der Istanbuler Eliteschule, dem Galatasaray-Gymnasium. In unmittelbarer Nähe befinden sich das britische Konsulat und das Goethe-Institut. In einer Seitenstraße, die vom Tünel-Platz abgeht, findet man die Deutsche Schule Istanbul (Alman Lisesi).
In Beyoğlu lebten seit Beginn der genuesischen Handelskolonie traditionell die Europäer Istanbuls, ein beliebtes Wohnquartier für Europäer ist der Doğan-Apartmanı-Komplex, in dem bereits vor dem Ersten Weltkrieg zahlreiche europäische Führungskräfte in Wirtschaft und Medien lebten. Das Viertel ist – neben Ortaköy – auch Zentrum des Nachtlebens mit Kneipen, Bars, Clubs und Diskotheken. Es gibt dort zu Anfang des 20. Jahrhunderts errichtete Geschäftspassagen, z. B. die Markiz-Passage. Östlich der İstiklâl Caddesi befindet sich in einem ehemaligen Wohnhaus in der Dalgıç Çıkmazı Orhan Pamuks „Museum der Unschuld“, eine fiktive Dokumentation des Lebens der Protagonisten des gleichnamigen Romans anhand von Alltagsgegenständen.
Das größte Gotteshaus der Juden in der Türkei, die Neve-Schalom-Synagoge sowie das einzige jüdische Museum (türkisch Türk Musevileri Müzesi) des Landes befinden sich in Beyoğlu. Nach zweijähriger Bauzeit wurde die Synagoge am 25. März 1951 fertiggestellt und ihrer Bestimmung übergeben. Ältere Synagogen sind die Aschkenasische Synagoge, die Mayor-Synagoge und die Karäische Synagoge. Das Doğançay-Museum (Doğançay Müzesi), ein Museum für zeitgenössische Kunst, befindet sich am Ende der Balo Sokak, einer Querstraße zur İstiklâl Caddesi. Das Museum für Kunst der Gegenwart, Istanbul Modern, befindet sich ebenso in Beyoğlu im Viertel Karaköy.
Das 1884 errichtete historische Bauwerk des Emek-Kinos wurde Ende Mai 2013 trotz der Proteste abgerissen.
Bereits seit 2008 besteht eine Partnerschaft mit dem Bezirk Mitte von Berlin.

### Sport
Der Sportverein Galatasaray Istanbul kommt aus Beyoğlu aus dem namensgebenden Viertel Galata. Jedoch befand sich die Heimstätte des Fußball-Traditionsclubs Aslanlar („Die Löwen“), das Ali-Sami-Yen-Stadion, bis Januar 2011 im benachbarten Stadtteil Şişli im Viertel Mecidiyeköy. Die neue Heimstätte, die im Januar 2011 eröffnete "Türk Telekom-Arena", liegt im noch weiter vom Stadtzentrum entfernten Maslak.
Der Fußballclub Kasımpaşa Istanbul ist in Beyoğlu im gleichnamigen Viertel Kasımpaşa beheimatet. Die Heimstätte des Vereins, das Recep-Tayyip-Erdoğan-Stadion, liegt ebenfalls in Kasımpaşa. Die Arena wurde nach dem türkischen Ministerpräsidenten Recep Tayyip Erdoğan benannt, der seine Jugend in Kasımpaşa verbrachte.

## Wirtschaft und Infrastruktur

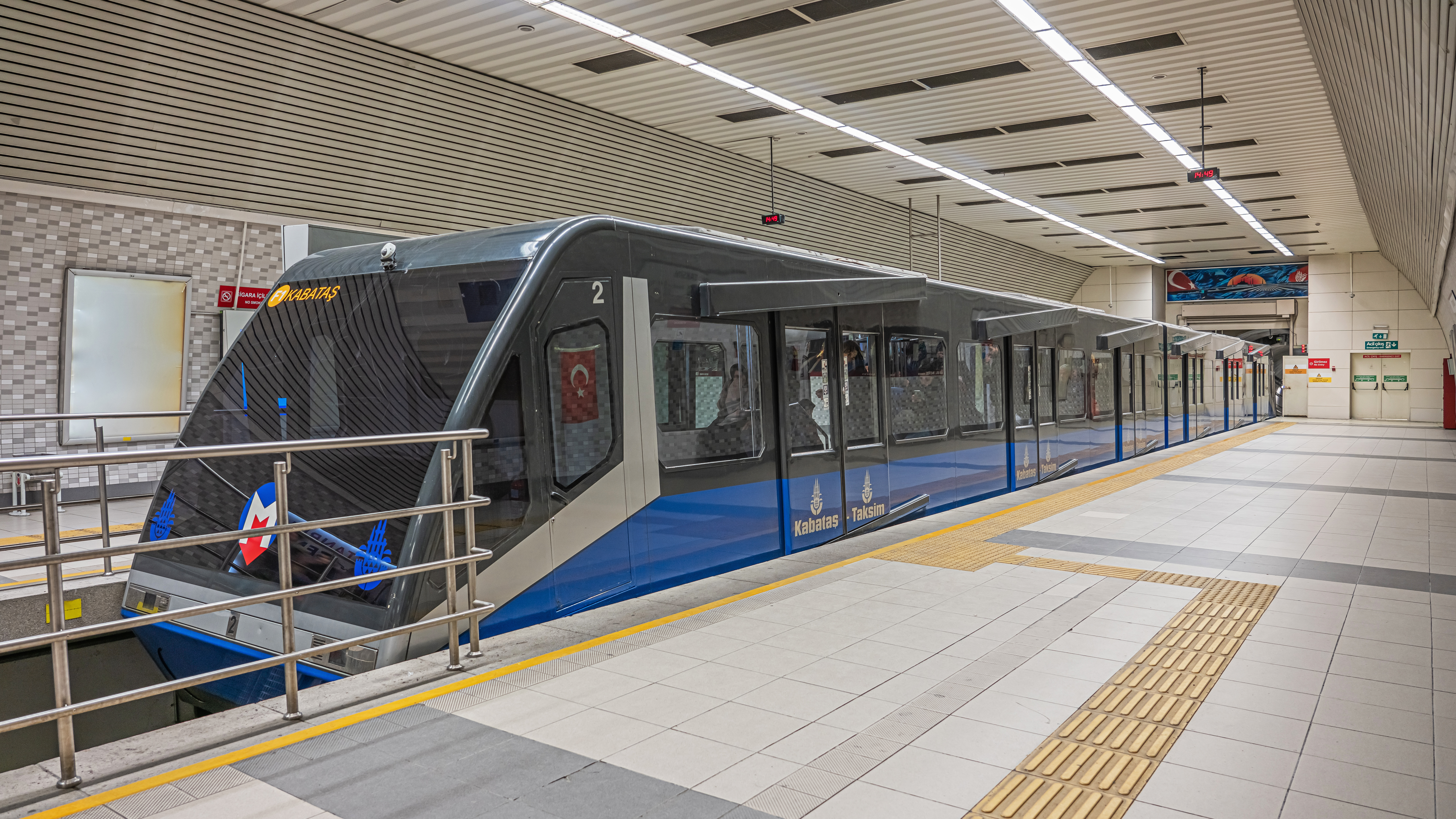
Zug der Standseilbahn Füniküler Kabataş–Taksim in der Bergstation Taksim

Vom Tünel-Platz führt eine der ältesten U-Bahnen der Welt hinunter zur Galatabrücke, die in die Altstadt führt. Die Tünel genannte Standseilbahn wurde 1875 eröffnet und überwindet mit zwei durch ein Stahlseil verbundenen Wagen einen Höhenunterschied von 62 m. Anfangs wurde die Bahn mithilfe einer Dampfmaschine, deren Schornstein man noch gegenüber der „Bergstation“ sieht, betrieben, heute – einem Sessellift vergleichbar – elektrisch über das Rad in der Bergstation, das von dem Stahlseil umwunden wird. Die Fahrt zwischen den beiden etwa 500 m voneinander entfernten Stationen dauert nur gut eine Minute. Außerdem verkehrt auf der Istiklâl Caddesi eine historische Straßenbahn, die vom Taksim-Platz bis zur Tünel-Station fährt. Viele Stadtbusse halten ebenso am Taksim-Platz.
Im Viertel Galata, das westlich des Tünel-Platzes liegt und bis in den alten Hafen am Goldenen Horn reicht, befinden sich in enger Folge meist Großhandels-Geschäfte für neue Werkzeuge, Eisenwaren, Musikinstrumente, Elektro- und Haushaltsgeräte, Baumaterial, Fischerei- und Anglerbedarf.
Nordwestlich der İstiklâl Caddesi, jenseits der verkehrsreichen Parallelstraße Tarlabaşı Bulvarı, befinden sich einige der ärmsten Viertel Istanbuls, Dolapdere, Kasımpaşa und Halıcıoğlu.
1846 wurde von Deutschen in Konstantinopel das Alman Hastanesi ("Deutsches Krankenhaus) gegründet, es bestand bis 2013. Die griechischen und armenischen Minderheiten besitzen das 1848 gegründete Zoğrafyon-Gymnasium respektive das 1886 erbaute Getronagan-Gymnasium.